# Potchivalo
Potchivalo (en macédonien Почивало) est un village de l'est de la Macédoine du Nord, situé dans la municipalité de Chtip. Le village comptait 79 habitants en 2002.

## Démographie
Lors du recensement de 2002, le village comptait :
- Turcs : 75
- Autres : 4